# Comitatul Saint Louis, Minnesota
Comitatul Saint Louis, Minnesota (engleză Saint Louis County, Minnesota) se află situat în nord-estul statului Minnesota, Statele Unite ale Americii. Centrul administrativ se află în orașul Duluth. Comitatul se întinde pe o suprafață de 17.767 km², dintre care 1.644 km² este apă. Populația, conform unei estimări din anul 2005, avea 197.179 de locuitori. Comitatul a fost constituit în anul 1856, din fostele comitate Itasca și Newton. Comitatul a fost denumit după Râul Saint Louis.

## Geografie

### Comitate adiacente
- Rainy River District, Ontario, Canada (N)
- Lake County (E)
- Douglas County, Wisconsin (SE)
- Carlton County (S)
- Aitkin County (S)
- Itasca County (V)
- Koochiching County (NV)

### Autostrăzi majore
- Interstate Highway 35
- Interstate Highway 535 – John Blatnik Bridge
- U.S. Highway 2
- U.S. Highway 53
- U.S. Highway 169
- Minnesota State Highway 1
- Minnesota State Highway 23
- Minnesota State Highway 33
- Minnesota State Highway 37
- Minnesota State Highway 39 – McCuen Street
- Minnesota State Highway 61 – North Shore
- Minnesota State Highway 73
- Minnesota State Highway 135
- Minnesota State Highway 169
- Minnesota State Highway 194
- Minnesota State Highway 210
- Saint Louis County Road 4 - Rice Lake Road
- Saint Louis County Road 13 – Midway Road

## Localități urbane (Cities și towns)

### Orașe (Cities)
| Orașe | Orașe | Comunități neîncorporate | Comunități neîncorporate | Comunități neîncorporate | Comunități neîncorporate | Comunități neîncorporate | CDP      |
| --- | --- | --- | --- | --- | --- | --- | -------- |
| - Aurora - Babbitt - Biwabik - Brookston - Buhl - Chisholm - Cook - Duluth - Ely - Eveleth - Floodwood - Gilbert - Hermantown | - Hibbing - Hoyt Lakes - Iron Junction - Kinney - Leonidas - McKinley - Meadowlands - Mountain Iron - Orr - Proctor - Tower - Virginia - Winton | - Alborn - Angora - Ash Lake - Bassett - Bear River - Bengal - Brimson - Britt - Burnett - Burntside - Buyck - Canyon - Celina - Central Lakes - Cherry | - Clover Valley - Cotton - Crane Lake - Culver - Cusson - Eldes Corner - Elmer - Embarrass - Fairbanks - Fermoy - Florenton - Forbes - Four Corners - French River - Gheen | - Gheen Corner - Glendale - Gowan - Greaney - Idington - Independence - Island Lake - Kabetogama - Keenan - Kelsey - Linden Grove - Makinen - Markham - McComber - Meadow Brook | - Melrude - Munger - Nett Lake - Palmers - Palo - Payne - Peary - Petrel - Peyla - Prosit - Ramshaw - Robinson - Rollins - Saginaw - Sax | - Shaw - Sherman Corner - Side Lake - Silica - Skibo - Soudan - Sturgeon - Taft - Toivola - Twig - Vermilion Dam - Wakemup - Whiteface - Wolf - Zim | - Arnold |

### Alte localități urbane (târguri - towns)
| - Alango Township - Alborn Township - Alden Township - Angora Township - Arrowhead Township - Ault Township - Balkan Township - Bassett Township - Beatty Township - Biwabik Township - Breitung Township - Brevator Township - Camp 5 Township - Canosia Township - Cedar Valley Township - Cherry Township - Clinton Township - Colvin Township | - Cotton Township - Culver Township - Duluth Township - Eagles Nest Township - Ellsburg Township - Elmer Township - Embarrass Township - Fairbanks Township - Fayal Township - Field Township - Fine Lakes Township - Floodwood Township - Fredenberg Township - French Township - Gnesen Township - Grand Lake Township - Great Scott Township - Greenwood Township | - Halden Township - Industrial Township - Kelsey Township - Kugler Township - Lakewood Township - Lavell Township - Leiding Township - Linden Grove Township - McDavitt Township - Meadowlands Township - Midway Township - Morcom Township - Morse Township - Ness Township - New Independence Township - Normanna Township - North Star Township - Northland Township | - Owens Township - Pequaywan Township - Pike Township - Portage Township - Prairie Lake Township - Rice Lake Township - Sandy Township - Solway Township - Stoney Brook Township - Sturgeon Township - Toivola Township - Van Buren Township - Vermilion Lake Township - Waasa Township - White Township - Willow Valley Township - Wuori Township |

### Localități neorganizate
| - Angleworm Lake - Birch Lake - Camp A Lake - Crab Lake - Dark River - Gheen - Hay Lake - Heikkala Lake - Janette Lake - Kabetogema - Leander Lake - Linwood Lake - Marion Lake | - McCormack - Mud Hen Lake - Nett Lake - Northeast St. Louis - Northwest St. Louis - Picket Lake - Potshot Lake - Sand Lake - Slim Lake - Spina - Sturgeon River - Sunday Lake - Tikander Lake - Whiteface Reservoir |